# Kim M. Adamsen
Kim M. Adamsen (født 5. november 1960) er en dansk erhvervsmand, der er tidligere direktør i bl.a. Sahva A/S (1999-2008), Falck Healthcare (2008-2010) og Riemann A/S (2010-2011). Han startede sin karriere som regnskabschef og senere økonomichef i firmaet i A/S L. Goof (1983-87), efterfulgt af stillinger hos Coloplast A/S (1987-1995) og H. Lundbeck A/S (1995-1999).
Han har en uddannelsesmæssig baggrund som Cand. Merc. (aud.) fra Copenhagen Business Schol (CBS), der siden er suppleret med først en  HD i Afsætningsøkonomi og siden en HD i Organisation.
Siden 2018 har han været Teaching Assistant Professor på Copenhagen Business School (CBS) hvor han bl.a. underviser i fagene Økonomistyring og Performance Management, ligesom han er tilknyttet som Adjunct Professor henholdsvis Senior Lecturer på; Luxembourg School of Business, Brussel School of Governance (Vireije Uninversitet Brussel (VUB) i Belgien, hvortil kommer, at han tillige har været tilknyttet bl.a. Louvian School of Management ved Unniversitet Catholic Louvain (UCL), Belgien.
Han er forfatter til en række artikler om Økonomistyring og Performance Management, ligesom han er med forfatter til en række bøger og kompendier om samme emner.
Sideløbende med sin erhvervskarriere har han løbet på niveau for atletikklubben Københavns Idrætsforening (KIF), som han tillige var formand for i perioden 1996-2000. I sin formandsperiode for KIF stod han bl.a. bag en revitalisering af klubben der førte til at denne blev kåret til årets atletikklub i Danmark i 2000, ligesom han er hovedmanden bag etableringen motionsløbene Femina’s Kvindeløb, Strandvejsløbet og Fri-løbet.
 Der er for få eller ingen kildehenvisninger i denne artikel, hvilket er et problem. Du kan hjælpe ved at angive troværdige kilder til de påstande, som fremføres i artiklen.